# کامبیز جلالی
کامبیز جلالی سفیر ایران در فنلاند بود. او پیش از آن سفیر ایران در شیلی و همچنین  مدیرکل آمریکای لاتین وزارت امور خارجه بود.
در زمانی که او سفیر ایران در فنلاند بود، سردیس فردوسی (ساختۀ افشین اسفندیاری) با سفارش و حمایت سفارت ایران در بخش آسیا و آفریقای دانشگاه هلسینکی نصب شد.